# Synallaxis cherriei
El pijuí gorgicastaño (Synallaxis cherriei), también denominado chamicero gorgicastaño (en Colombia), colaespina golicastaña (en Ecuador), cola-espina de garganta castaña (en Perú) o pijuí de garganta castaña,  es una especie de ave paseriforme de la familia Furnariidae perteneciente al numeroso género Synallaxis. Es nativa de la región amazónica en América del Sur.

## Distribución y hábitat
Se distribuye de forma disjunta en el sur de Colombia y este de Ecuador; norte y centro de Perú, probablemente en el noroeste de Bolivia, y centro de la Amazonia brasileña.
Esta especie es considerada inexplicablemente local, puede ser rara o bastante común en su hábitat natural: el sotobosque de selvas húmedas del noroccidente de la Amazonia, principalmente en los bosque secundarios, los bordes del bosque, entre los 300 y 1100 metros de altitud. Prefiere bosques de bambúes y en los que predomina el género Guadua.

## Descripción
Mide entre 13 y 14 cm de longitud y pesa entre 15 y 17 gramos. Presenta cara, frente, garganta y pecho color anaranjado rufo; nuca y dorso castaño a pardo oliváceo; vientre gris; alas negras con coberteras castañas y cola negruzca.

## Estado de conservación
El pijuí gorgicastaño ha sido calificado como casi amenazado por la Unión Internacional para la Conservación de la Naturaleza (IUCN) debido a que su presencia se restringe a selvas en regiones donde la actividad humana está causando una rápida degradación y pérdida de hábitat, por lo que se presume que su población, todavía no cuantificada, esté en decadencia moderadamente rápida.

## Sistemática

### Descripción original
La especie S. cherriei fue descrita por primera vez por el ornitólogo sueco Nils Carl Gustaf Fersen Gyldenstolpe en 1930 bajo el nombre científico Synallaxis cherrieri cherriei; su localidad tipo es: «Barão Melgaço, Rio Ji-Paraná, Mato Grosso, Brasil».

### Etimología
El nombre genérico femenino «Synallaxis» puede derivar del griego «συναλλαξις sunallaxis, συναλλαξεως sunallaxeōs»: intercambio; tal vez porque el creador del género, Vieillot, pensó que dos ejemplares de características semejantes del género podrían ser macho y hembra de la misma especie, o entonces, en alusión a las características diferentes que garantizan la separación genérica; una acepción diferente sería que deriva del nombre griego «Synalasis», una de las ninfas griegas Ionides. El nombre de la especie «cherriei», conmemora al ornitólogo estadounidense George Kruck Cherrie (1865–1946).

### Taxonomía
Los datos genéticos indican que la presente especie es hermana de Synallaxis rutilans y que ambas están cercanamente emparentadas con S. cinnamomea. Originalmente fue descrita como Synallaxis rufogularis, pero el nombre estaba pre-ocupado y fue enmendado para el actual. La subespecie saturata es considerada como sinónimo de napoensis por algunos autores, pero puede distinguirse por su plumaje en general más pálido.

### Subespecies
Según las clasificaciones del Congreso Ornitológico Internacional (IOC) y Aves del Mundo se reconocen tres subespecies, con su correspondiente distribución geográfica:
- Synallaxis cherriei napoensis Gyldenstolpe, 1930 – sur de Colombia (Putumayo) y este de Ecuador (oeste de Sucumbíos, oeste de Napo).
- Synallaxis cherriei saturata Carriker, 1934 – localmente en el norte y centro de Perú (Loreto, San Martín, Ayacucho, Cuzco, Madre de Dios); posiblemente también en el oeste de Pando, Bolivia.
- Synallaxis cherriei cherriei Gyldenstolpe, 1930 – centro de la Amazonia brasileña (Rondônia, norte de Mato Grosso, y sur de Pará desde el bajo río Xingu hacia el este hasta la Serra dos Carajás, y norte de Tocantins en Wanderlândia).

La clasificación Clements Checklist/eBird v.2019 no lista la subespecie saturata.